# Piennes-Onvillers
Piennes-Onvillers – miejscowość i gmina we Francji, w regionie Hauts-de-France, w departamencie Somma.
Według danych na rok 1990 gminę zamieszkiwało 299 osób, a gęstość zaludnienia wynosiła 24 osoby/km² (wśród 2293 gmin Pikardii Piennes-Onvillers plasuje się na 701. miejscu pod względem liczby ludności, natomiast pod względem powierzchni na miejscu 304.).